# Kerem ben Zimra
Kerem ben Zimra (hebrejsky כֶּרֶם בֶּן זִמְרָה, v oficiálním přepisu do angličtiny Kerem ben Zimra) je vesnice typu mošav v Izraeli, v Severním distriktu, v Oblastní radě Merom ha-Galil.

## Geografie
Leží v nadmořské výšce 822 metrů, na východním okraji kopcovité části Horní Galileji, nedaleko míst, kde terén začíná prudce klesat směrem do údolí řeky Jordán, kam odtud směřuje Nachal Chacor. Nad údolím Nachal Chacor se východně od vesnice tyčí pahorek Har Ben Zimra. Jižně od obce se rozkládá zarovnaná náhorní planina s umělým jezerem Ma'agar Dalton. Naopak severně a severozápadně od vesnice je prudce zvlněný a zalesněný terén okolo vrchu Har Pu'a, který odtud klesá do kaňonu Nachal Dišon. Od vesnice tím směrem klesá i krátké vádí Nachal Ben Zimra.
Mošav je situován cca 35 kilometrů východně od břehů Středozemního moře a 5 kilometrů od libanonských hranic, cca 125 kilometrů severovýchodně od centra Tel Avivu, cca 52 kilometrů severovýchodně od centra Haify a cca 8 kilometrů severně od Safedu. Kerem ben Zimra obývají Židé, přičemž osídlení v tomto regionu je převážně židovské. Pouze 3 kilometry na jihozápad leží město Džiš, které obývají izraelští Arabové, a 2 kilometry na severovýchod vesnice Richanija, kterou obývají izraelští Čerkesové.
Vesnice je na dopravní síť napojena pomocí lokální silnice číslo 886, jež vede ze Safedu k libanonským hranicím.

## Dějiny
Kerem ben Zimra byl založen v roce 1949. Pojmenován byl podle starověkého rabína Josefa ben Zimra, jehož hrobka se nachází v prostoru obce. Přímo na místě dnešního mošavu stála do roku 1948 arabská vesnice al-Ras al-Ahmar. V roce 1931 v ní žilo 447 lidí. Stálo tu 92 domů. V obci fungovala základní chlapecká škola. Během války za nezávislost v roce 1948 byla vesnice dobyta izraelskými silami a arabské osídlení tu skončilo. Zástavba pak byla z větší části zbořena, zčásti využita jako obydlí pro nové židovské obyvatele.
Zakladateli mošavu Kerem ben Zimra byla skupina židovských imigrantů z Turecka, které pak posílila skupina Židů z Rumunska a Maroka. Původně se vesnice nazývala הר אדמון - Har Admon.
Ve vesnici se nalézá 62 původních rodinných usedlostí se zemědělským hospodářstvím. 21 domů bylo postaveno v rámci stavebního rozšíření osady. V přípravě je výstavba dalších 40 domů. Ekonomika je založena na zemědělství, funguje zde velké vinařství. Dále se rozvíjí turistický ruch. Jižně od mošavu se rozkládá průmyslová zóna Ramat Dalton.
V Kerem ben Zimra je k dispozici obchod se smíšeným zbožím a zařízení předškolní péče o děti. Základní škola je u obce Meron nebo v kibucu Sasa.

## Demografie
Obyvatelstvo mošavu Kerem ben Zimra je smíšené, tedy sekulární i nábožensky orientované. Podle údajů z roku 2014 tvořili populaci v Kerem ben Zimra Židé (včetně statistické kategorie "ostatní", která zahrnuje nearabské obyvatele židovského původu ale bez formální příslušnosti k židovskému náboženství).
Jde o menší sídlo vesnického typu s dlouhodobě stagnujícím počtem obyvatel. K 31. prosinci 2014 zde žilo 438 lidí. Během roku 2014 populace klesla o 0,2 %.
| Rok            | 1961 | 1972 | 1983 | 1995 | 2001 | 2003 | 2004 | 2005 | 2006 | 2007 | 2008 | 2009 | 2010 | 2011 | 2012 | 2013 | 2014 |
| -------------- | ---- | ---- | ---- | ---- | ---- | ---- | ---- | ---- | ---- | ---- | ---- | ---- | ---- | ---- | ---- | ---- | ---- |
| Počet obyvatel | 277  | 262  | 277  | 331  | 397  | 400  | 401  | 405  | 404  | 401  | 390  | 400  | 403  | 407  | 431  | 439  | 438  |